# Glutaminsyntas

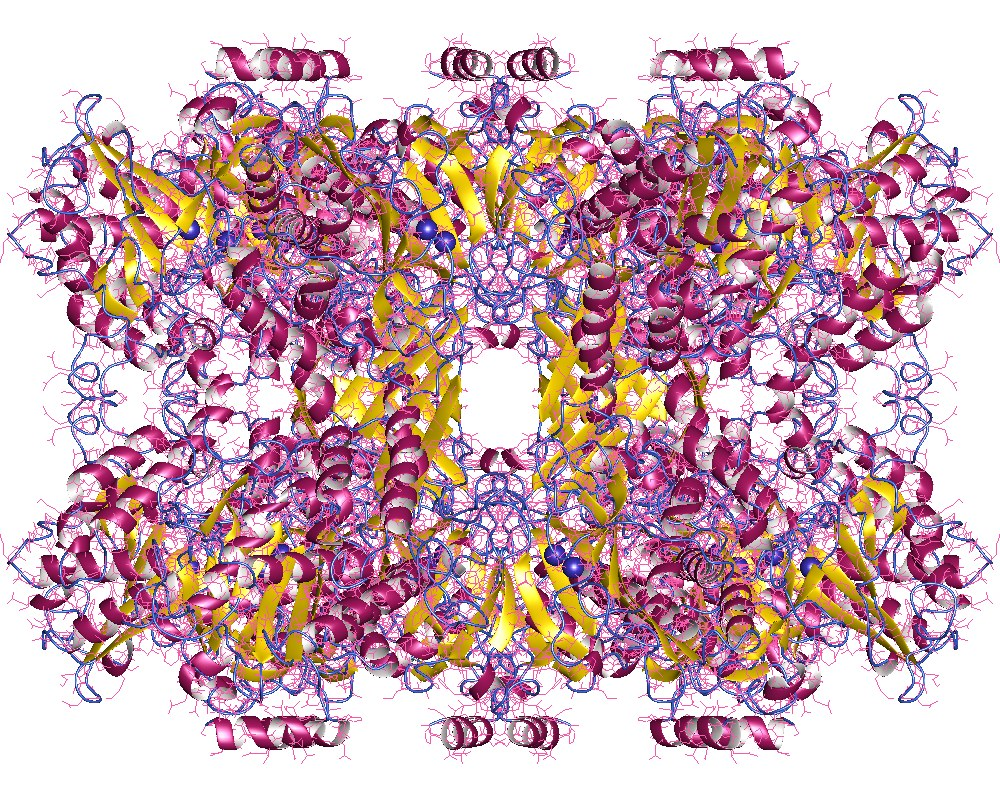
glutamine synthetase dodekamer, Salmonella enterica.

Glutaminsyntetas är ett enzym involverat i kroppens omsättning av kväve. Det finns framför allt i hjärnan, levern och njurarna, där det omvandlar glutamat till glutamin varpå fri ammoniak inkorporeras i en glutaminet. Detta är ett viktigt sätt att transportera kväve till levern där urea-cykeln äger rum.
Nettoreaktionen är:
Glutamat + ATP + NH3 → Glutamine + ADP + fosfat
Reaktionsvägen är som följer: